# Ахмедов, Тарлан Муса оглы
Тарла́н Муса́ оглы́ Ахме́дов (азерб. Əhmədov Tərlan Musa oğlu; род. 17 ноября 1971, Али-Байрамлы) — азербайджанский футболист, тренер. Амплуа — нападающий, защитник.

## Биография
Выступал за азербайджанские клубы «Термист» (Баку), «Нефтчи» (Баку), «Туран» (Товуз), «Карабах» (Агдам), «Шафа» (Баку).
В 90-е годы выступал в составе российских клубов «Терек» (Грозный), «Анжи» (Махачкала).
В 2000 году перешёл в воронежский «Факел», где уже играл его соотечественник Гурбан Гурбанов. Однако дела в новом клубе не заладились, и по ходу сезона Ахмедов покинул клуб.
Сезон 2000/01 провёл в «Нефтчи». 18 октября 2001 года был отчислен из «Нефтчи» из-за конфликта с главным тренером команды Казбеком Туевым. Вскоре стал выступать за клуб «Шафа».
Не имея возможности в сезоне 2002/03 играть на родине, принял приглашение иранской команды высшей лиги «Эстегляль». В 2003 перешёл в луцкую «Волынь», где за сезон отыграл 22 матча в высшей лиге Украины. Партнёрами Ахмедова в новом клубе были его соотечественники Камал Гулиев и Фаррух Исмайлов.
В 2004 году, по окончании контракта с «Волынью», вернулся в Азербайджан, в клуб «Карабах-Азерсун».
В 2004—2006 годах играл за «Карван» (Евлах). Помог клубу дважды занимать призовое место в чемпионате Азербайджана.
В 2006—2009 годах играл за клуб азербайджанской премьер-лиги «Олимпик-Шувалан», был капитаном команды.
В 2008 году, будучи ещё действующим игроком, получил тренерскую лицензию категории «В».
В 2009 году принял решение о завершении карьеры футболиста, приступив при этом к тренерской деятельности.
С июня 2009 года работал помощником главного тренера клуба «Хазар-Ленкорань» Агасалима Мирджавадова. По окончании сезона 2009/10 покинул клуб по семейным обстоятельствам.
С 2011 года — помощник главного тренера в клубе «Нефтчи» (Баку).

### Сборная Азербайджана
С 1992 по 2005 год защищал цвета национальной сборной Азербайджана. Дебютировал в самом первом матче сборной, в игре против сборной Грузии, 19 сентября 1992 года в Гурджаани.
Последний раз в составе сборной сыграл 7 сентября 2005 года в Баку в отборочном матче чемпионата мира с командой Австрии.
Неоднократно назначался капитаном сборной.

## Достижения

### Личные
- Почётный диплом Азербайджанской ССР (1991)[12]
- «Лучший футболист Азербайджана» 1999 (по версии газеты «Футбол+»[13])

### Командные

#### Чемпионат
- Серебряный призёр чемпионата Азербайджана: 1993/94 (в составе «Карабаха»), 2005/06 (в составе «Карвана»), 2007/08 (в составе «Олимпика»)
- Бронзовый призёр чемпионата Азербайджана: 1992 (в составе «Турана»), 1998/99, 1999/2000 (в составе «Нефтчи»), 2004/05 (в составе «Карвана»)

#### Кубок
- Обладатель Кубка Азербайджана: 1993 (в составе «Карабаха»)

### Сборные
- Чемпион Европы 1990 в составе юниорской сборной СССР (U-18)